# Cercopoidea
Cercopoidea – nadrodzina pluskwiaków z podrzędu cykadokształtnych, tradycyjnie zaliczanego do piewików. Takson kosmopolityczny, głównie tropikalny. Obejmuje około 3 tysięcy opisanych gatunków. Należą tu fitofagi ssące drewno. Nimfy chronią się za pomocą pienistej wydzieliny.

## Opis
Głowę tych pluskwiaków cechuje nabrzmiały frontoclypeus (zrośnięte czoło i nadustek). Obok oczu złożonych formy współczesne mają na ciemieniu parę przyoczek położonych z dala od jego krawędzi. U wymarłych Procercopidae występowało jeszcze trzecie przyoczko środkowe. Odnóża nie mają rządków szczecin na goleniach, ale zamiast nich często występuje tam jeden lub więcej wyraźnych kolców. Tylna para odnóży odznacza się stożkowatymi biodrami. U samców obecna jest płytka subgenitalna. Formy współczesne mają ciała i skrzydła porośnięte gęstym, delikatnym owłosieniem, którego nie stwierdzono u kopalnych Procercopidae.
Oznaczanie dorosłych Cercopoidea do poziomu gatunku często nastręcza trudności ze względu na brak literatury, natomiast oznaczanie larw (nimf) zwykle jest wręcz niemożliwe.

## Biologia i występowanie

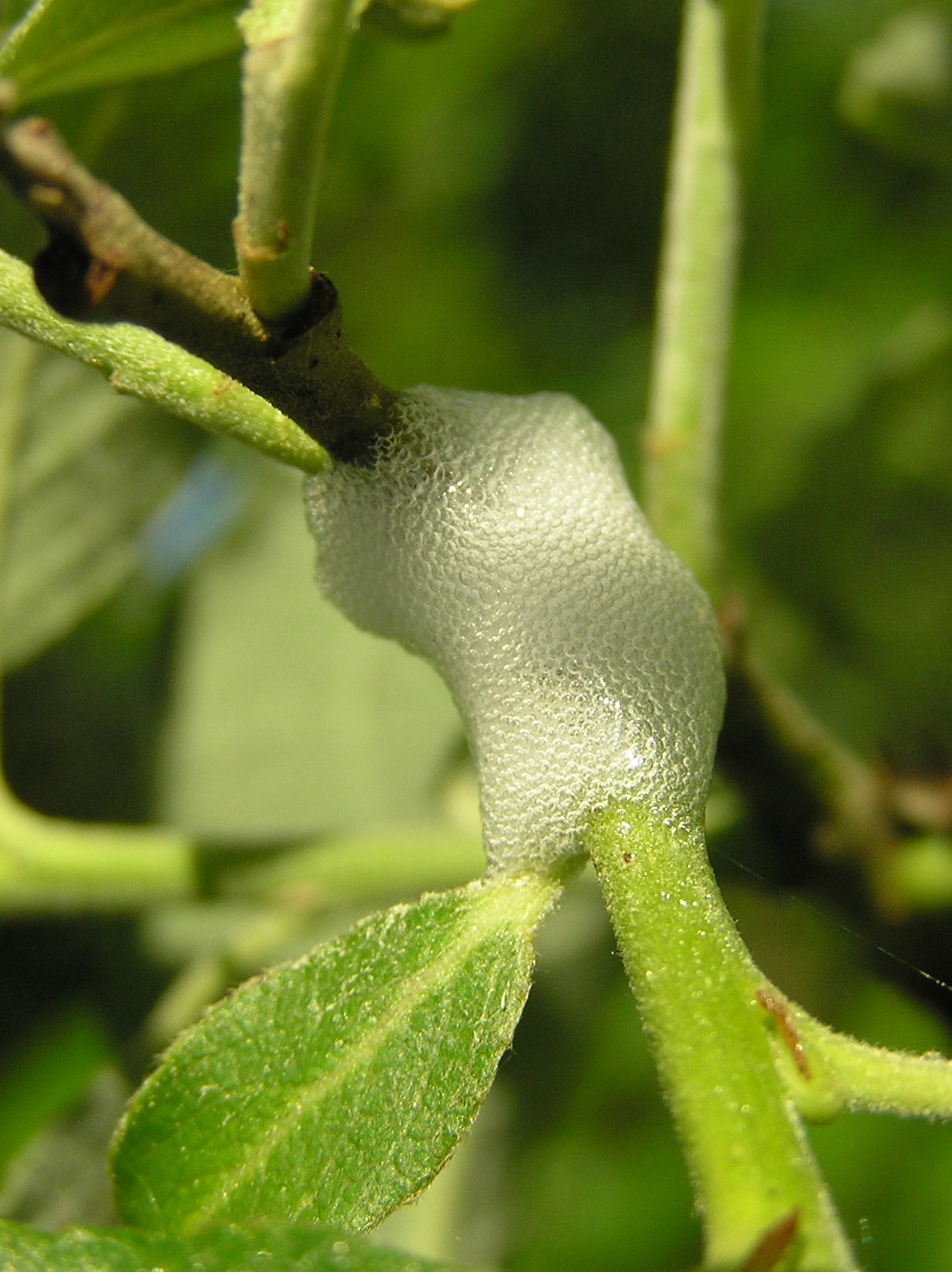
Żerowisko pienika wierzbowego.

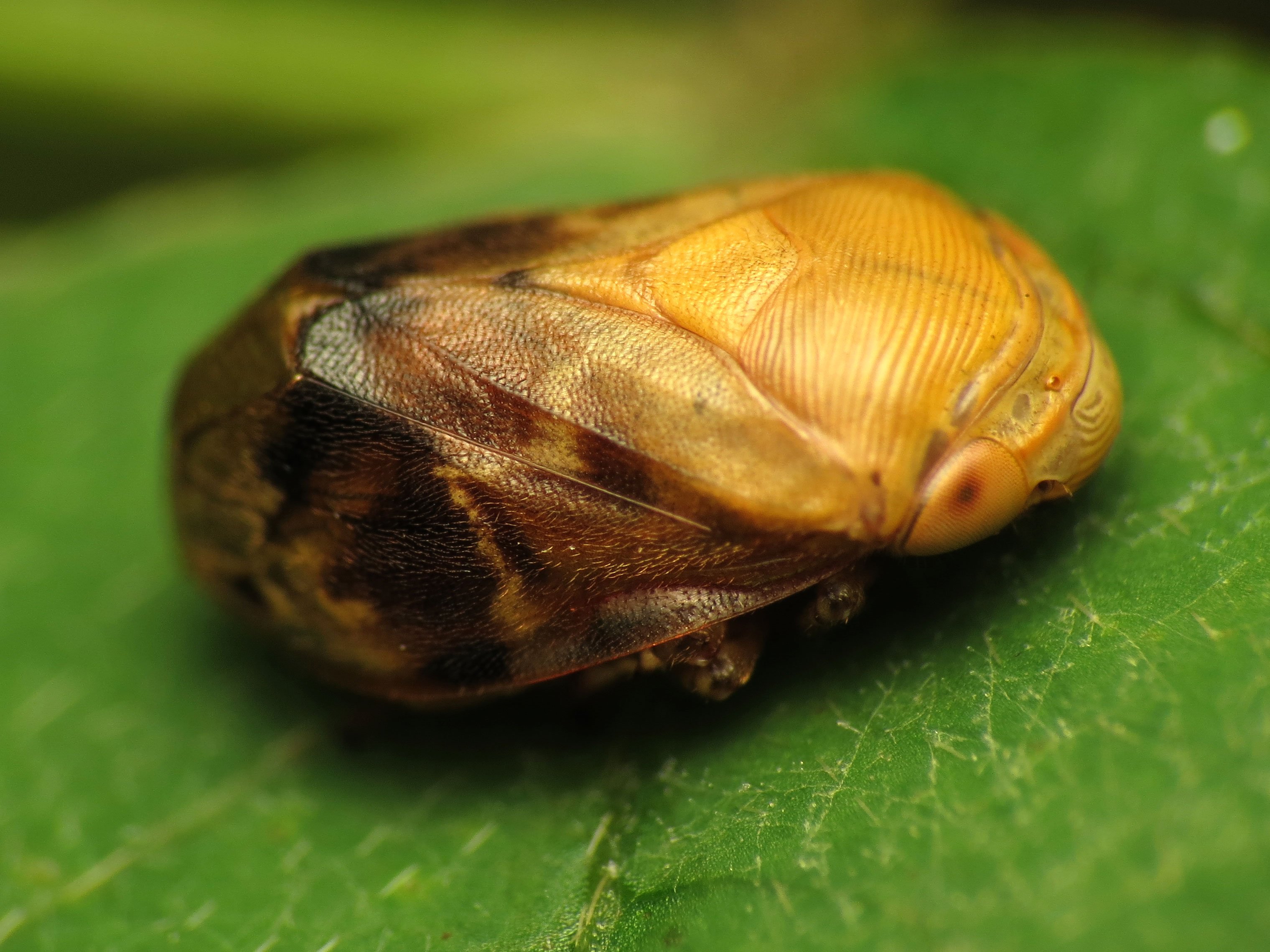
Clastoptera achatina z rodziny Clastopteridae

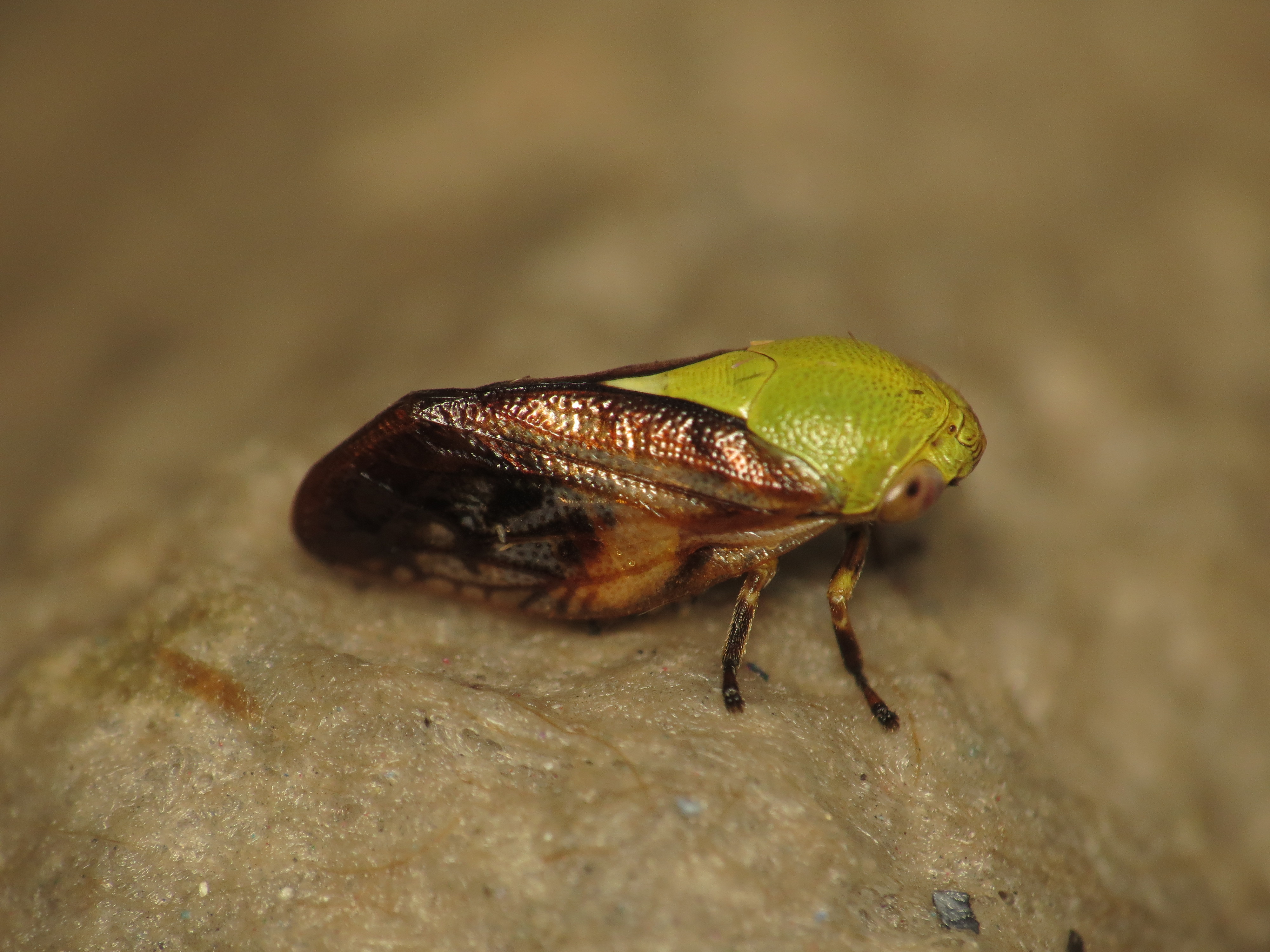
Chaetophyes compacta z rodziny Machaerotidae

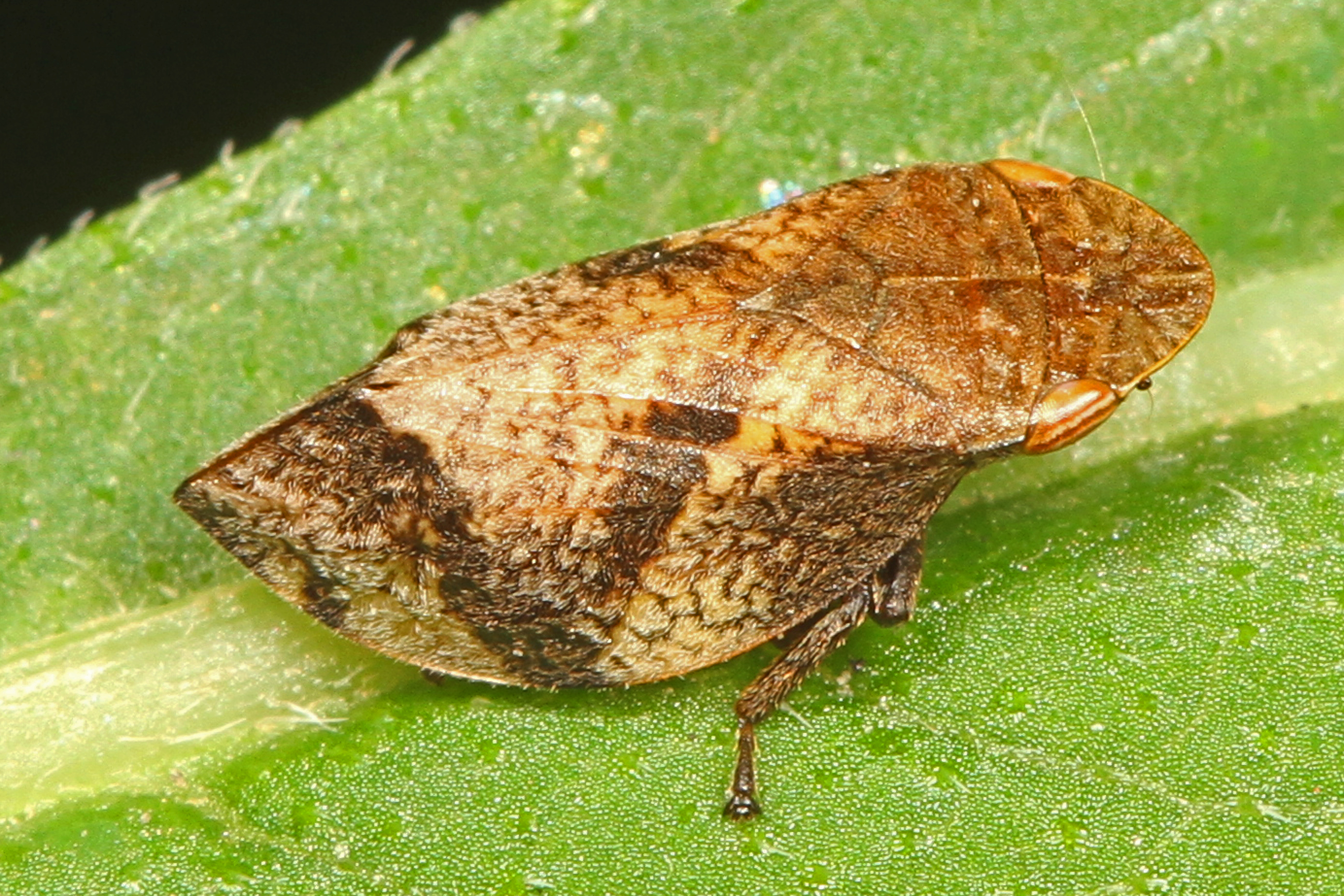
Lepyronia quadrangularis z rodziny pienikowatych

Wszystkie gatunki są fitofagami wysysającymi soki z drewna roślin. Liczne gatunki cechuje silna preferencja pokarmowa względem roślin wiążących azot.
Nimfy tych pluskwiaków produkują ślinopodobną pianę, która chroni je przed drapieżnikami, pasożytami i przesuszeniem. Wydzielana jest ona przez przewód pokarmowy, a w jej skład wchodzą wytwarzane w cewkach Malpighiego białka i mukopolisacharydy. Nimfy krasankowatych, pienikowatych i Clastopteridae kryją się w niej w trakcie żerowania, a Machaerotidae tylko w trakcie linienia. Te ostatnie żerują bowiem zatopione w płynie wewnątrz zwapniałych rurek, zbudowanych z ich wydalin.
Cercopoidea są taksonem kosmopolitycznym, ale 70% opisanych gatunków występuje w strefie tropikalnej. W Polsce stwierdzono 17 gatunków.

## Systematyka i filogeneza
Analizy filogenetyczne Cryana i Svensona jako najbliższych współczesnych krewnych Cercopoidea wskazują Cicadoidea. Linie ewolucyjne tych dwóch rodzin rozeszły się według ich wyników około 244 milionów lat temu. Wcześniejsi autorzy wskazują, że nadrodzina ta wyewoluowała w cisuralu lub wczesnym triasie. Zapis kopalny nadrodziny jest fragmentaryczny, często znajdowane są same odciski skrzydeł. Najstarsze opisane i zaliczane doń rodzaje pochodzą z triasu, jednak Szczerbakow wyklucza je z tej nadrodziny i wywodzi Cercopoidea od triasowych Hylicelloidea. Z jury znane są dwie wymarłe rodziny Cercopoidea.
Łącznie do Cercopoidea należy około 3 tysięcy opisanych gatunków, zgrupowanych w 7 rodzinach:
- †Procercopidae Handlirsch, 1906
- †Sinoalidae Wang, Szwedo et Zhang, 2012
- Cercopidae Leach, 1815 – krasankowate
- Aphrophoridae Amyot & Serville, 1843 – pienikowate
- Clastopteridae Dohrn, 1859
- Machaerotidae Stål, 1866
- Epipygidae Hamilton, 2001

Analizy filogenetyczne Cryana i Svensona potwierdzają monofiletyzm wszystkich rodzin współczesnych z wyjątkiem pienikowatych, w obrębie których znalazły się Epipygidae. Jako najstarsze spośród współczesnych jawią się Machaerotidae, których linia oddzieliła się około 207 milionów lat temu.

## Znaczenie gospodarcze
Cercopoidea mają duże znaczenie ekonomiczne jako szkodniki roślin uprawnych takich jak ryż, kukurydza, trzcina cukrowa oraz trawy z rodzajów Brachiaria i Axonopus. W Ameryce Środkowej i Południowej gatunki z rodzajów Aeneolamia, Deois, Mahanarva, Notozulia, Prosapia i Zulia wywołują straty do 70% w trawach uprawnych. Oprócz osłabiania roślin żerowaniem, przedstawiciele nadrodziny przenoszą również choroby grzybowe i bakteryjne roślin, np. gumozę brzoskwiń, żółtaczkę brzoskwiń czy karłowatość lucerny